# Rhimphoctona brevicauda
Rhimphoctona brevicauda là một loài tò vò trong họ Ichneumonidae.